# Január 12.
Január 12. az év 12. napja a Gergely-naptár szerint. Az évből még 353 (szökőévekben 354) nap van hátra.
Névnapok: Ernő + Ardó, Arkád, Árkád, Árkos, Bors, Borsa, Cézár, Cezarin, Cezarina, Elek, Erna, Ernella, Erneszt, Erneszta, Ernesztin, Ernesztina, Gujdó, Kaplon, Kaplony, Karion, Keszi, Kesző, Ketel, Rajnald, Tatjána, Tánya, Veron, Verona, Veronika, Veronka

## Események

### Politikai események
- 1494 – I. Katalin navarrai királynőt (ur.: 1483–1517) Pamplonában férjével, III. Jánossal együtt királlyá koronázzák.
- 1458 – A Szilágyi testvérek és Garai László nádor megegyeznek Szegeden Mátyás királlyá választásában.
- 1527 – A békésiek küldöttei kérik Szapolyai Jánost, hogy oltalmazza meg őket Cserni Jován rablásaitól.
- 1782 – II. József német-római császár, magyar és cseh király kiadja szekularizációs rendeletét, amelyben feloszlatja azokat a szerzetesrendeket, amelyek nem végeztek iskolai oktatást vagy betegápolást.
- 1848 – A szicíliai Palermóban forradalom tört ki.[1]
- 1850 – A Magyarországon bevezetett osztrák császári katonai közigazgatási rendszer keretében Fiume városát Horvátországhoz csatolják.
- 1943 – az Urivnál indított szovjet támadás következtében súlyos veszteségeket szenved a Magyar 2. hadsereg.
- 1953 – Jugoszláviában alkotmánymódosítás lép életbe, január 14-én Tito marsallt köztársasági elnökké választják.
- 1954 – John Foster Dulles amerikai külügyminiszter bejelenti a tömeges megtorlás doktrínáját (bármely szovjet agresszióra atomcsapás a válasz).
- 1972 – Dakkában megalakul Banglades kormánya, a kormányfő Mudzsibur Rahmán.
- 2008
  - Magukat az al-Kaida terrorszervezethez tartozónak mondó fegyveresek egy csoportja kirabolja a Gázai övezet északi részén fekvő Bet Lahia egyetlen magániskoláját.
  - Parlamenti választások Tajvanon.
  - Életét veszti két holland katona Afganisztán déli részén – Uruzgán tartománybeli támaszpontjuk közelében ‑ miután felkelők tüzet nyitottak rájuk.
  - A horvát parlament beiktatja hivatalába az Ivo Sanader vezette új jobbközép koalíciós kormányt.

### Sportesemények
- 1975 –  Formula–1-es argentin nagydíj, Buenos Aires - Győztes: Emerson Fittipaldi  (McLaren Ford)

### Egyéb események
- 1956 – 5,6-os erősségű, pusztító földrengés Dunaharaszti térségében. A kár (2010-es értéken) meghaladja a 100 milliárd Ft-ot.
- 2008 – Lezuhan egy Mi-17-es típusú helikopter, amely a nemzetközi erők kötelékében szolgáló macedón békefenntartókat szállított Boszniából hazafelé. A gépen utazó 11 katona életét veszti.
- 2010 – Földrengés pusztít Haiti fővárosának, Port-au-Prince-nek közelében, több százezer áldozatot követelve.
- 2023 – Egy – vélhetően kábítószer hatása alatt álló – férfi a letartóztatása során megkésel három rendőrt, akik közül az egyik, a 29 éves Baumann Péter rendőr törzsőrmester január 13-án, nem sokkal éjfél után a kórházban elhunyt.

## Születések
- 1579 – Johan Baptista van Helmont flamand orvos, kémikus († 1644)
- 1588 – John Winthrop Massachusetts állam kormányzója, a Royal Society tagja (fellow), a New England-i protestantizmus meghatározó alakja († 1649)
- 1628 – Charles Perrault francia író, a Francia Akadémia (Académie française) tagja († 1703)
- 1746 – Johann Heinrich Pestalozzi svájci pedagógus († 1828)
- 1792 – Johan August Arfwedson svéd kémikus, († 1841).
- 1816 – Arenstein József matematikus († 1892)
- 1849 – Jean Béraud francia impresszionista festő († 1935)
- 1853 – Gregorio Ricci-Curbastro olasz matematikus, ő dolgozta ki a tenzorszámítás matematikai technikáját († 1925)
- 1876 – Jack London amerikai író († 1916)
- 1878 – Molnár Ferenc magyar író, drámaíró († 1952)
- 1880 – Lengyel Menyhért magyar író († 1974)
- 1893 – Hermann Göring német repülőtiszt, porosz miniszterelnök, birodalmi marsall, vezető náci politikus († 1946)
- 1902 – Fran Bošnjaković horvát gépészmérnök, fizikus, a hőtan és energetika kutatója, akadémikus († 1993)
- 1903 – Igor Vasziljevics Kurcsatov szovjet fizikus, a szovjet atomkutatás kiemelkedő tudósa († 1960)
- 1905 – Tex Ritter amerikai country zenész, énekes, színész († 1974)
- 1907 – Szergej Pavlovics Koroljov mérnök, rakétatervező, a szovjet űrprogram egyik irányítója († 1966)
- 1909 – Gaston Serraud francia autóversenyző († 1992)
- 1918 – Maharisi Mahes jógi brit indiai származású filozófus, író († 2008)
- 1923 – Kakas János magyar bányamérnök, bányaigazgató († 2017)
- 1924 – Olivier Gendebien belga autóversenyző († 1998)
- 1928 – Lloyd Ruby amerikai autóversenyző († 2009)
- 1930 – Herendi Mária magyar színésznő
- 1931 – Palásthy György Balázs Béla-díjas magyar filmrendező († 2012)
- 1935 – Claudio Undari olasz színész († 2008)
- 1938 – Alan Rees brit autóversenyző
- 1944 – Hornyik Miklós magyar író, újságíró, kritikus, szerkesztő († 2012)
- 1946 – Jancsik Ferenc magyar színész
- 1948 – Török Ádám Máté Péter-díjas magyar énekes, fuvolista, dalszövegíró, a Mini frontembere († 2023)
- 1949 – Tomasevics Zorka Balázs Béla-díjas magyar szinkronrendező, egyetemi tanár
- 1951 – Kirstie Alley amerikai színésznő († 2022)
- 1955 – Lugosi György Aase-díjas magyar színész
- 1956 – Nyikolaj Noszkov, orosz rockénekes
- 1957 – John Lasseter amerikai rendező, forgatókönyvíró
- 1959 – Blixa Bargeld német zenész, az Einstürzende Neubauten énekese
- 1961 – Bach Szilvia magyar színésznő, humorista, parodista, énekes, író
- 1962 – Emanuele Pirro olasz autóversenyző
- 1971 – Tommy Puett amerikai színész
- 1977 – Cade McNown amerikaifutball-játékos
- 1980 – Amerie amerikai énekes, színésznő
- 1982 – Paul-Henri Mathieu francia teniszező
- 1983 – Jelinek Erzsébet magyar színésznő
- 1983 – Matjaž Markič szlovén úszó
- 1985 – Ivan San Miguel spanyol tornász
- 1988 – Andrew Lawrence amerikai színész
- 1993 – Zayn Malik brit énekes
- 1994 – Emre Can német labdarúgó

## Halálozások
- 1519 – I. Miksa német-római császár (* 1459)
- 1829 – Friedrich von Schlegel német filozófus, író, műkritikus (* 1772)
- 1894 – Pereszlényi János győri református lelkész, újságíró, lapszerkesztő (* 1831)
- 1945 – Kúnos Ignác nyelvész, turkológus, az MTA tagja (* 1860)
- 1945 – Molnár Farkas magyar építész, festő és grafikus (* 1897)
- 1957 – Ken Wharton brit autóversenyző (* 1916)
- 1961 – Hatvany Lajos magyar író, kritikus, irodalomtörténész, az MTA tagja (* 1880)
- 1976 – Agatha Christie angol krimiírónő, (* 1890)
- 1978 – Knézy Pál magyar mérnök, a bajai csillagvizsgáló állomás alapítója (* 1908)
- 1983 – Nyikolaj Viktorovics Podgornij ukrán szárm. politikus, a Szovjetunió Legfelső Tanácsa Elnökségének elnöke (* 1903)
- 1988 – Piero Taruffi olasz autóversenyző (* 1906)
- 1990 – Lukáts Kató magyar grafikusművész, illusztrátor, érdemes művész (* 1900)
- 2002 – Eötvös Gábor magyar zenész, zenebohóc, Jászai-díjas érdemes művész (* 1921)
- 2003 – Maurice Ernest Gibb brit zenész, a Bee Gees tagja (* 1949)
- 2006 – Borhy Gergely Aase-díjas magyar színész (* 1936)
- 2011 – Clemar Bucci argentin autóversenyző (* 1920)
- 2014 – Török Gyula olimpiai bajnok (1960) magyar ökölvívó (* 1938)
- 2014 – Plesz Antal Széchenyi- és Ybl Miklós-díjas magyar építész (* 1930)
- 2015 – Oberfrank Géza Liszt Ferenc-díjas magyar karmester, érdemes és kiváló művész (* 1936)
- 2015 – Pingiczer Csaba magyar színművész, a Győri Nemzeti Színház örökös tagja (* 1982)
- 2020 – Roger Scruton angol konzervatív filozófus, esztéta (* 1944)
- 2021 – Gyenge Csaba romániai magyar gépészmérnök, az MTA külső tagja (* 1940)
- 2023 – Paul Johnson angol történész, író, újságíró (* 1928)

## Ünnepek, emléknapok, világnapok
- A Magyarországi Német Önkormányzatok Napja
- A Magyar 2. hadsereg emléknapja[2]
- Tanzánia: a zanzibári forradalom napja
- Türkmenisztán: az emlékezés napja